# 湯普森 (佛羅里達州)
湯普森（英語：Thompson）是位於美國佛羅里達州門羅縣的一個非建制地區。該地的面積和人口皆未知。

## 地理
湯普森的座標為25°02′31″N 80°29′35″W / 25.042°N 80.493°W，而該地的平均海拔高度為1米（即3英尺）。